# Комаровский, Александр Александрович
Алекса́ндр Алекса́ндрович Комаро́вский (25 февраля 1948, Иркутск — 17 августа 1994, там же) — нападающий; мастер спорта СССР (1968) по хоккею с мячом.

## Биография
Рост 185 см, вес 85 кг. Воспитанник иркутского «Динамо» , первый тренер А. Н. Литвинцев. Клубы: «Локомотив» (Иркутск) — 1965—1969, 1971—1973, 1975—1977, 1979/80; СКА (Хабаровск) — 1969—1971; «Вымпел» (Калининград) — 1973—1975. В высшей лиге чемпионатов СССР 233 матча, 133 мяча («Локомотив» — 163, 91; СКА (Хб) — 39, 24; «Вымпел» — 31, 18) . Серебряный призёр чемпионата СССР (1970). В списке «33-х лучших» — 1968.
Обладал филигранной техникой, сильным ударом, отличным видением поля. Имел особое голевое чутьё. Один из лучших бомбардиров иркутского хоккея. Приглашался в московское «Динамо». Привлекался в состав сборной СССР, но не сумел в ней закрепиться.

## Статистика выступлений в высшей лиге чемпионатов СССР
| Сезон | Клуб                   | Игры | Мячи |
| ----- | ---------------------- | ---- | ---- |
| 1966  | «Локомотив» (Иркутск)  | 14   | -    |
| 1967  | «Локомотив» (Иркутск)  | 23   | 11   |
| 1968  | «Локомотив» (Иркутск)  | 25   | 14   |
| 1969  | «Локомотив» (Иркутск)  | 29   | 10   |
| 1970  | «Локомотив» (Иркутск)  | 3    | 2    |
| 1970  | СКА (Хабаровск)        | 17   | 15   |
| 1971  | СКА (Хабаровск)        | 22   | 9    |
| 1972  | «Локомотив» (Иркутск)  | 19   | 11   |
| 1973  | «Локомотив» (Иркутск)  | 6    | 3    |
| 1974  | «Вымпел» (Калининград) | 6    | 4    |
| 1975  | «Вымпел» (Калининград) | 25   | 14   |
| 1976  | «Локомотив» (Иркутск)  | 26   | 21   |
| 1977  | «Локомотив» (Иркутск)  | 16   | 19   |
| 1980  | «Локомотив» (Иркутск)  | 2    | -    |
|       | Всего                  | 233  | 133  |